# Menemerus raji
Menemerus raji là một loài nhện trong họ Salticidae.
Loài này thuộc chi Menemerus. Menemerus raji được Dyal miêu tả năm 1935.